# Tel Chai
Koordinaten: 33° 15′ N, 35° 35′ O

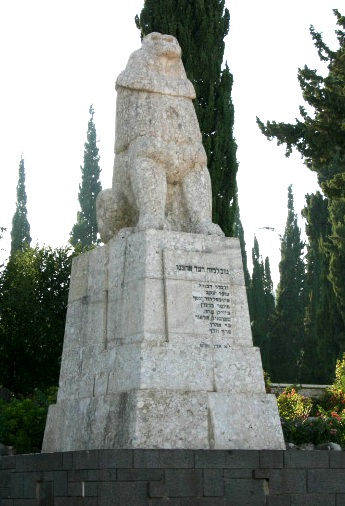
Joseph-Trumpeldor-Denkmal in Tel Chai

Tel Chai (in Sprachen ohne den Laut ch (IPA χ) auch: Tel Hai; hebräisch תל חי ‚Lebendiger Hügel‘) ist ein Nationalmonument am Ortseingang von Kfar Gilʿadi im Oberen Galiläa in Israel, das an den Tod von acht Juden bei Unruhen im Jahre 1920 erinnert, unter ihnen der russisch-jüdische Volksheld Joseph Trumpeldor. Zum Gedenken an diese acht Gefallenen heißt die benachbarte Stadt Kirjat Schmona ("Dorf der Acht" oder "Achtdorf").

## Geschichte
Tel Chai war seit 1905 zeitweilig unbewohnt, aber als Grenzposten nach der Niederlage des Osmanischen Reiches ab 1918 ständig besiedelt. Das Gebiet war nach dem Ende der osmanischen Herrschaft in Palästina wiederholt Gegenstand von Grenzbereinigungen zwischen den Briten und Franzosen gewesen.
Im Jahre 1919 trat das Vereinigte Königreich von Großbritannien und Irland den nördlichen Teil Obergaliläas mit Tel Chai, Metulla, Hamrah und Kfar Gilʿadi ans französische Völkerbundmandat für Syrien und Libanon ab. Ein Jahr später rebellierten die Araber im britischen Völkerbundsmandat für Palästina das erste Mal gegen die Briten und Juden.
Die genauen Umstände der Geschehnisse des 29. Februar 1920 sind unklar. Als Araber den Ort nach französischen Soldaten durchsuchten, schoss einer der jüdischen Siedler in die Luft und der Schuss rief Verstärkung aus dem nahegelegenen Kfar Giladi herbei. Aus ungeklärten Gründen begannen beide Seiten wild um sich zu schießen, am Ende wurden Trumpeldor, ein ihn versorgender Arzt und sechs weitere Juden getötet. Auch fünf Araber verloren ihr Leben.
Es wird berichtet, Trumpeldors letzte Worte seien gewesen, „Macht nichts, es ist gut, für sein Land zu sterben.“ Andere Versionen lauteten: „Macht nichts, es ist gut, für das Land Israel zu sterben.“ oder „Macht nichts, es ist gut für unser Land zu sterben.“ Tel Chai und der Tod von Trumpeldor wurde für die Zionisten zu einer Heldenlegende.
Für die zionistische Bewegung kamen die Ereignisse zum richtigen Zeitpunkt, und Tel Chai wurde zu einem Symbol. Zwar wurden sowohl Tel Chai als auch Kfar Gilʿadi zunächst evakuiert, aber gleichzeitig manifestierte sich das Prinzip, keine Siedlungen aufzugeben.
Im Jahre 1921 wurde Tel Chai erneut besiedelt und 1926 in den Kibbuz Kfar Gilʿadi eingegliedert. Am 22. Februar 1934 wurde ein Denkmal errichtet, ein sitzender Löwe, der Trumpeldor und seine Genossen symbolisiert und die Umgebung überblickt.
Das Tel-Chai Museum stellt Dokumente zu den Ereignissen aus dem Jahre 1920 aus. Es war im Februar 2010 Schauplatz einer Sondersitzung des israelischen Kabinetts.